# 可可 (佛罗里达州)
可可（英語：Cocoa），是美国佛罗里达州布里瓦德縣下属的一座城市。建立于1895年。面积约为24.6平方公里（约合9.6平方英里）。根据2010年美国人口普查，该市有人口17,140人。论人口在本州排行第115。